# Seiji Kaneko
Seiji Kaneko (japanisch 金古 聖司 Kaneko Seiji; * 27. Mai 1980 in der Präfektur Fukuoka) ist ein ehemaliger japanischer Fußballspieler.

## Karriere
Kaneko erlernte das Fußballspielen in der Schulmannschaft der Higashi Fukuoka High School. Seinen ersten Vertrag unterschrieb er 1999 bei den Kashima Antlers. Der Verein spielte in der höchsten Liga des Landes, der J1 League. Mit dem Verein wurde er 2000 und 2001 japanischer Meister. Für den Verein absolvierte er 45 Erstligaspiele. 2005 wurde er an den ErstligistenVissel Kobe ausgeliehen. Für den Verein absolvierte er 10 Erstligaspiele. 2006 wurde er an den Erstligisten Avispa Fukuoka ausgeliehen. Am Ende der Saison 2006 stieg der Verein in die J2 League ab. Für den Verein absolvierte er 18 Erstligaspiele. Im März 2007 wurde er an den Erstligisten Nagoya Grampus Eight ausgeliehen. 2008 kehrte er zu Kashima Antlers zurück. Danach spielte er bei den Tampines Rovers, PS Mitra Kukar, Angthong FC und Yangon United. Ende 2015 beendete er seine Karriere als Fußballspieler.

## Erfolge
Kashima Antlers
- J1 League

Meister: 2000, 2001, 2008
- J.League Cup

Sieger: 2000, 2002
Finalist: 1999, 2003
- Kaiserpokal

Sieger: 2000
Finalist: 2002